# Щербинівка (Золотоніський район)
Щерби́нівка — село в Україні, у Золотоніському районі Черкаської області. Входить до складу Золотоніської міської громади.

## Історія
За Гетьманщини селище Щербинівка входило до складу Кропивнянської сотні Переяславського полку.
З ліквідацією сотенного устрою Щербинівка перейшло до складу Золотоніського повіту Київського намісництва.
За описом Київського намісництва 1781 року в Щербинівці було 54 хати. За описом 1787 року в селищі проживало 164 душі. Було у володінні різного звання «казених людей», козаків і власників: колезьких асесорів Петра і Антона Дараганів.
Щербинівка була приписана до Іоанно-Богословської церкви у Крупському
У ХІХ ст. Щербинівка була у складі Золотоніського повіту Полтавської губернії.
Щербинівка є на мапі 1812 року.

## Населення
Населення — 288 чоловік (на 2001 рік).

### Мовний склад
Рідна мова населення за даними перепису 2001 року:
| Мова       | Чисельність, осіб | Доля     |
| ---------- | ----------------- | -------- |
| Українська | 282               | 97,92 %  |
| Російська  | 6                 | 2,08 %   |
| Разом      | 288               | 100,00 % |

## Особистості
У Щербинівці народилися:
- Дрючило Василь Іванович (1935—2008) — живописець, заслужений майстер народної творчості України.
- Терещенко Микола Іванович (1898—1966) — український поет і перекладач.